# Knut Kjeldstadli
Knut Kjeldstadli född 6 juni 1948 i Oslo, är en norsk historiker och politiker. 
Kjeldstadlis huvudsakliga arbetsområden har varit socialhistoria, arbetarhistoria, arbetarrörelsens historia, migrationshistoria och stadshistoria. Han har varit medredaktör för större historieverk såsom Aschehougs Norgeshistorie och Norsk innvandringshistorie.  
Kjeldstadli var professor vid Universitetet i Bergen 1992-96. Han blev 1996 professor i modern historia vid Universitetet i Oslo. 
Knut var son till historikern Sverre Kjeldstadli (1916–61) och barnbarn till fackföreningsmannen Lars Kjeldstadli (1870–1934) och hans hustru Beate (född Lotsberg; 1880–1965).
Politiskt är Kjeldstadli knuten till vänstersidan i Sosialistisk Venstreparti. Kjeldstadli är också engagerad i globaliseringsmotstånd och i Attac.